# Tabbee
La Tabbee est une tablette tactile 7 pouces commercialisée de juin 2009 à janvier 2012, destinée à un usage domestique développée par Orange Vallée (filiale d'Orange).

## Première série
Présentée en avril 2009 la première série de Tabbee est présentée comme faisant partie d'une gamme à venir.
Cette tablette Wi-Fi (écran tactile de 7 pouces de résolution 800×600 px) est dotée d’un navigateur web (Opera) et d’un système d’exploitation basé sur Linux, qui permet de se connecter à internet et aux contenus multimédia (photos, vidéos, films, musique) et fichiers partagés de la maison, qu’ils se trouvent sur PC, clé USB ou carte mémoire . Cette tablette permet également d’écouter la radio sur internet. Elle est annoncée pour son lancement à 299 euros. Elle est construite par Sagem.
À sa sortie en juin 2009, elle est vendue 249 euros, et ne recueille pas le succès escompté (10 000 exemplaires vendus).

## Deuxième série
En décembre 2010, Orange annonce la tabbee S, qui ajoute un accéléromètre et une application de lecture d'ebook. La Tabbee S est équipée d'un nouveau processeur plus puissant à 800 Mhz et de 512 Mo de RAM. Elle est commercialisée au prix de 199 €.

## Troisième série
En février 2011, Orange annonce la Tabbee 2,. La tablette est alors équipée du système d'exploitation Windows CE 6.0. Mais ce modèle n'est pas vendu en boutique Orange, mais uniquement sur des sites de commerce en ligne .

## La fin de la commercialisation
La commercialisation a cessé en 2012,.

## Fonctionnalités
Les principales fonctionnalités sont :
- Navigation Internet
- TV et radio (en fonction du fournisseur d’accès Internet).
- Lecture de livres
- Cadre photo numérique
- Grand nombre d’applications diverses (jeux, actu, météo…)

## Caractéristiques
- écran tactile 7 pouces (17,7 cm)
- résolution ; 800 x 480 Wide VGA ( (1024 x 600 pour la tabbee S)
- processeur ARM 11 à 500 Mhz (ARM Cortex-A8 à 800 Mhz pour la tabbee S)
- Mémoire vive 512 Mo (pour la tabbee S)
- batterie : autonomie jusqu'à 30 heures en veille et 3h en usage intensif
- Wi-Fi
- Clé Huawei : E5832 en option quel que soit l'opérateur
- 1 port USB 2.0
- 1 lecteur SD card
- enceintes 2 x 2 W et station d'accueil avec caisson de basses
- système GNU/Linux, navigateur Opera, Flash Player
- UPNP
- lecteur e-reader (pour la tabbee S)
- accéléromètre (pour la tabbee S)
- poids : 580 g

Configurations requises
- connexion Internet ADSL
- connexion Wi-Fi (802.11 b / 802,11 g) ou Clé 3G+ Huawei 5832